# Freie Oberfläche (Schifffahrt)

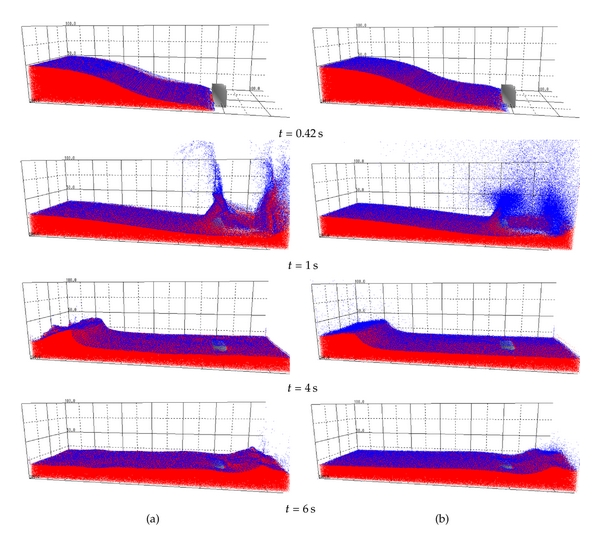
Darstellungen einer Flüssigkeit, welche in einem nur zum Teil gefüllten Tank auf eine Wand trifft.

Eine freie Oberfläche bezeichnet die Oberfläche einer Flüssigkeit in einem nur zum Teil gefüllten Tank eines Schiffes. Ihre Wirkung ist bedeutsam für die Berechnung der Schiffsstabilität.

## Einzelheiten
Tanks werden auf Seeschiffen entweder möglichst leer (lenz) oder komplett gefüllt gefahren, um freie Oberflächen zu vermeiden. Zum einen gibt es aber verschiedene betriebsbedingte Gründe, wie den Reiseverbrauch aus den Bunkertanks oder beispielsweise unvermeidbare Teilfüllungen von Laderäumen oder Ballasttanks, die dem entgegenstehen, zum anderen kann ein Schiff auch infolge einer Kollision oder einer Grundberührung einen Wassereinbruch erleiden, der einen oder mehrere Laderäume oder Ballasttanks zum Teil füllt.
Freie Oberflächen bilden bei einer statischen Lage des Schiffes lediglich eine waagerechte Oberfläche innerhalb des Tanks. Kommt es beispielsweise zum Rollen des Schiffes, fließt die Flüssigkeit innerhalb des Tank zur Seite der Krängung, verkleinert die metazentrische Anfangshöhe und verstärkt die Krängung. Die Verringerung der metazentrischen Anfangshöhe hängt dabei vom Breitenträgheitsmoment der Flüssigkeitsoberfläche, der Dichte der Flüssigkeit, aber auch von der Verdrängung des Schiffes ab.
Ein Schwallblech, das die Oberfläche mittig halbiert, reduziert das Breitenträgheitsmoment auf zwei Sechzehntel, hat somit eine erhebliche Wirkung. Kleinere Öffnungen im Fußbereich, die den Spiegelausgleich ermöglichen und das vollständige Leerpumpen erlauben, sind unproblematisch, weil innerhalb der wenigen Sekunden einer Rollperiode nicht die gesamte Flüssigkeit auf die andere Seite und wieder zurück durch diese Durchlässe fließen kann. Am oberen Ende der Schwallbleche werden ebenfalls kleine Durchlässe belassen, damit sich beim Entleeren ggf. die Luft zwischen den Abteilungen ausgleichen kann.

## Havariefall
Für die im Normalbetrieb unvermeidlichen freien Oberflächen wird konstruktiv Vorsorge getroffen; sie können durch bauliche und betriebsorganisatorische Maßnahmen so gering gehalten werden, dass sie praktisch keine messbaren Auswirkungen haben.
Anders sieht es aus, wenn unplanmäßige Wassermengen in den Rumpf eindringen; sei es durch Leck oder Wellenschlag. Besonders gefährdet sind hier Fährschiffe, die Fahrzeugdecks relativ dicht oberhalb der Schwimmwasserlinie benötigen. Damit der Fahrzeugverkehr (Schienen- und/oder Straßenfahrzeuge) ungehindert rangieren kann, versucht man trennende Einbauten zu vermeiden. Eine Reihe von Unglücken mit Totalverlust wurde maßgeblich durch freies Wasser auf dem Fahrzeugdeck verursacht, das praktisch ungehindert von einer Bordwand des Fahrzeugdecks zur anderen gleichzeitig mit der Schiffsbewegung schwappen konnte, und schließlich zum Kentern führte. Hiergegen hilft nur ein Mittellängsschott; womöglich sogar mehrere Längsschotten entlang der Fahrstreifen, auch wenn dadurch die Transportkapazität leicht reduziert wird.